# テクモクラシックアーケード
『テクモクラシックアーケード』（TECMO CLASSIC ARCADE）はテクモより2005年10月27日に発売されたXbox用ソフト。

## 収録タイトル
ゲームは11タイトル収録されている。
1. プレアデス（1981年）
2. スイマー（1982年）
3. SENJYO（1983年）
4. スターフォース（1984年）
5. ボンジャック（1984年）
6. ピンボールアクション（1985年）
7. テクモカップ（1985年）
8. ソロモンの鍵（1985年）
9. テクモボウル（1986年）
10. アルゴスの戦士（1986年）
11. 雷牙（1991年）